# プトレマイオス14世
プトレマイオス14世（ギリシア語: Πτολεμαίος ΙΔ΄、紀元前59年頃 - 紀元前44年）は、エジプトのヘレニズム国家プトレマイオス朝のファラオ（在位：紀元前47年 - 紀元前44年）。

## 生涯
プトレマイオス12世の息子で、プトレマイオス13世の弟として生まれた。
紀元前47年1月13日にプトレマイオス13世が死去すると、姉でファラオのクレオパトラ7世にファラオに推挙された。クレオパトラ7世はプトレマイオス14世と結婚していたが、彼女は共和政ローマの終身独裁官ガイウス・ユリウス・カエサルの愛人であり続けた。また、クレオパトラ7世は1人でエジプトを統治し、プトレマイオス14世は名ばかりの統治者だった。
紀元前44年3月15日にカエサルがマルクス・ユニウス・ブルトゥスやガイウス・カッシウス・ロンギヌスの陰謀により暗殺されると、プトレマイオス14世は後を追うように同年に死去した（実際の日付は不明だが、6月26日時点で生きているとする碑文がある）。また確証はないが、クレオパトラ7世がカエサルとの間の息子カエサリオンをファラオに即位させるためにプトレマイオス14世をトリカブトで毒殺したとされることが多い。
紀元前44年9月2日、クレオパトラ7世の望み通り、カエサリオンがプトレマイオス15世としてファラオに推挙された。